# Anwar El Sadat (L1020)
Anwar El Sadat (L1020) je vrtulníková výsadková loď Egyptského námořnictva, která je ve službě od roku 2016. Jedná se o pátou a zároveň poslední jednotku třídy Mistral.

## Zakoupení lodi Egyptem
Loď byla stavěna ve francouzské loděnici Chantiers de l'Atlantique a původně se plánovalo jí pod názvem Sevastopol prodat Rusku. Tento obchod byl kritizován řadou odborníků i politiků, kteří tvrdili, že se takto Rusko snaží získat západní vojenské technologie. Tato smlouva byla v srpnu 2015 Francií zrušena kvůli válce na východní Ukrajině a loď byla následně prodána do Egypta.

## Výzbroj
Anwar El Sadat je vyzbrojena čtyřmi protiletadlovými raketovými systémy M1097 Avenger určených pro odpal třiceti dvou amerických protiletadlových řízených raket FIM-92 Stinger.